# تپه چغا جانیه
تپه چغا جانیه مربوط به دوره اشکانیان است و در شهرستان ایلام، بخش مرکزی، روستای هفت چشمه واقع شده و این اثر در تاریخ ۹ اردیبهشت ۱۳۸۲ با شمارهٔ ثبت ۸۴۳۴ به‌عنوان یکی از آثار ملی ایران به ثبت رسیده است.